# Jedlá
Jedlá (německy Jedlau) je obec v okrese Havlíčkův Brod v Kraji Vysočina. Žije zde 85 obyvatel.

## Historie
Roku 1545 si vesnici nechala do zemských desek zapsat Markéta Ledecká z Říčan jako součást ledečského panství.

## Obyvatelstvo
| Rok            | 1869 | 1880 | 1890 | 1900 | 1910 | 1921 | 1930 | 1950 | 1961 | 1970 | 1980 | 1991 | 2001 | 2011 | 2021 |
| -------------- | ---- | ---- | ---- | ---- | ---- | ---- | ---- | ---- | ---- | ---- | ---- | ---- | ---- | ---- | ---- |
| Počet obyvatel | 185  | 182  | 154  | 153  | 164  | 140  | 119  | 116  | 122  | 85   | 65   | 46   | 28   | 28   | 45   |
| Počet domů     | 22   | 23   | 24   | 22   | 26   | 26   | 29   | 32   | 44   | 27   | 23   | 25   | 26   | 27   | 27   |

## Části obce
- Jedlá
- Dobrá Voda

V letech 1961–1991 k obci patřila i Bělá a Tasice.

## Pamětihodnosti
- Kaple
- Křížek u kaple

## Galerie

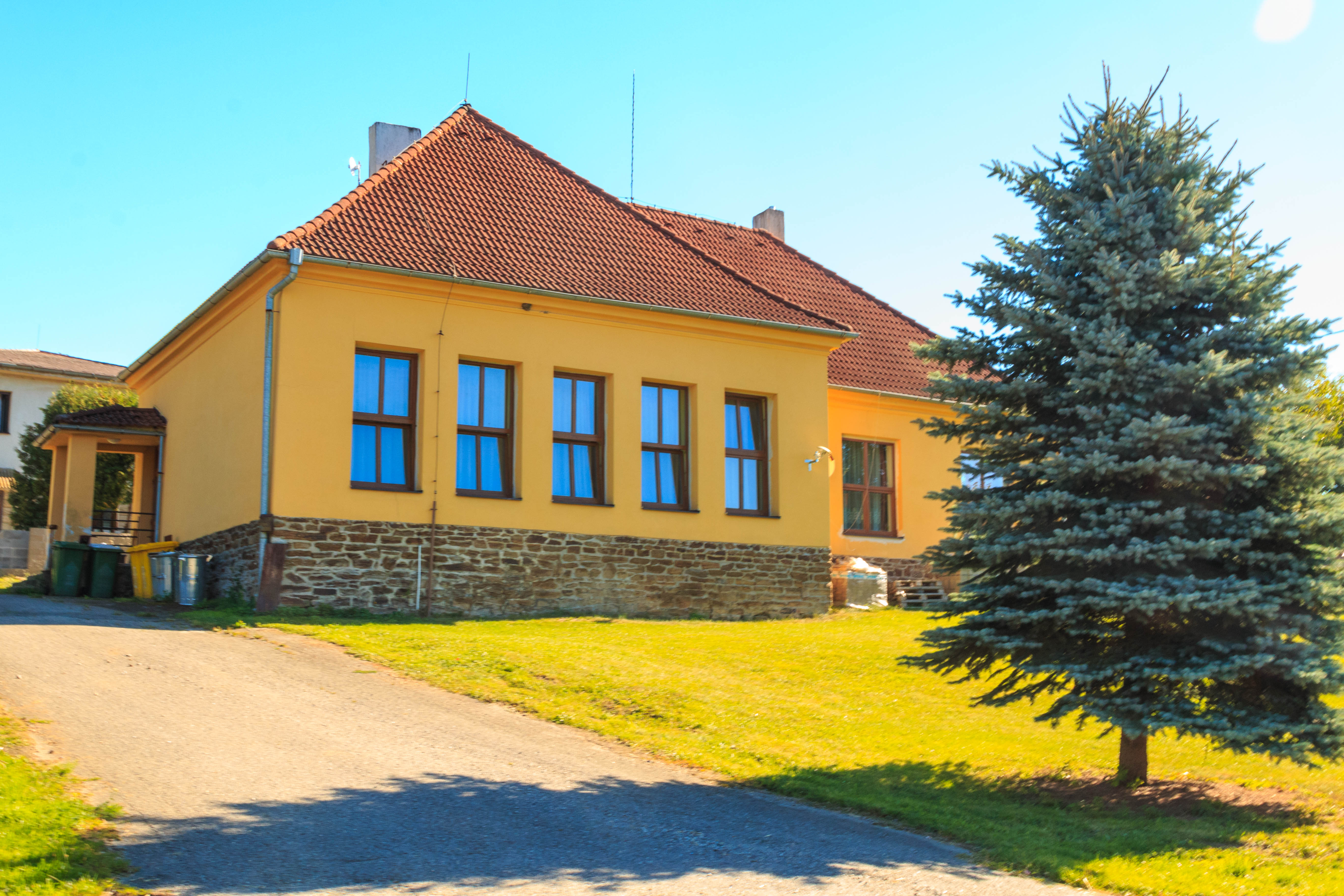
Čp. 28
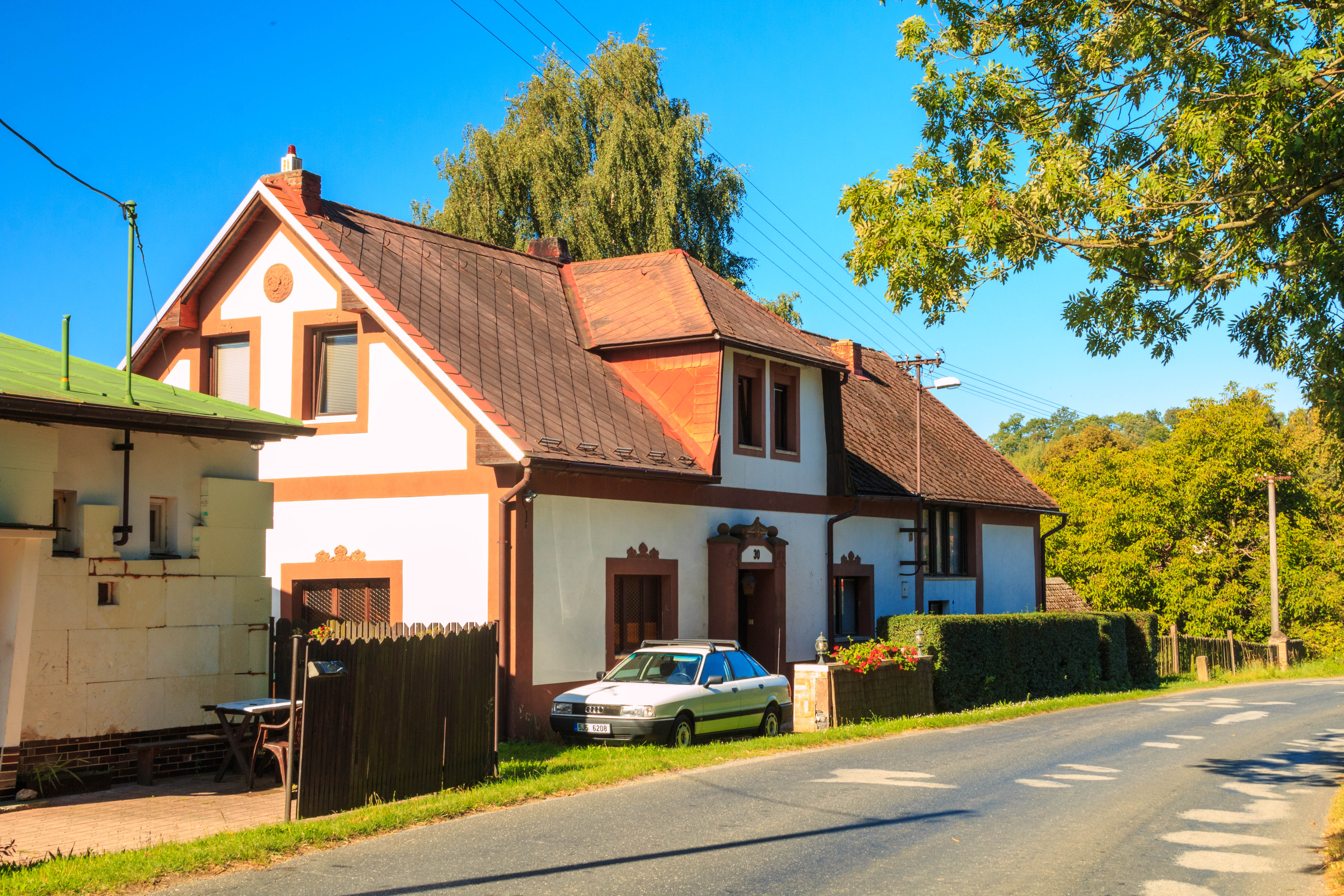
Čp. 30